# North Twin Island
North Twin Island (engl. für „nördliche Zwillingsinsel“) ist eine unbewohnte Insel in der James Bay östlich von Akimiski Island. 
Die Fläche der Insel beträgt 157 km².
Die kleinere Nachbarinsel South Twin Island liegt etwa 10 km südöstlich. 
Zusammen bilden die beiden Inseln die Twin Islands.
Sie gehören politisch zur Qikiqtaaluk-Region des kanadischen Territoriums Nunavut.

## Fauna
North Twin Island ist ein wichtiges Brutgebiet von Kanadagans und Amerika-Sandregenpfeifer.
Auf der Insel sind Moorschneehuhn und Küstenseeschwalbe heimisch. 